# NGC 529
NGC 529 je čočková galaxie v souhvězdí Andromeda. Její zdánlivá jasnost je 12,2m a úhlová velikost 2,4′ × 2,1′. Je vzdálená 222 milionů světelných let. NGC 529 náleží spolu s galaxiemi NGC 531, NGC 536 a NGC 542 ke kompaktní skupině HCG 10.
Objekt objevil 17. listopadu 1827 John Herschel.

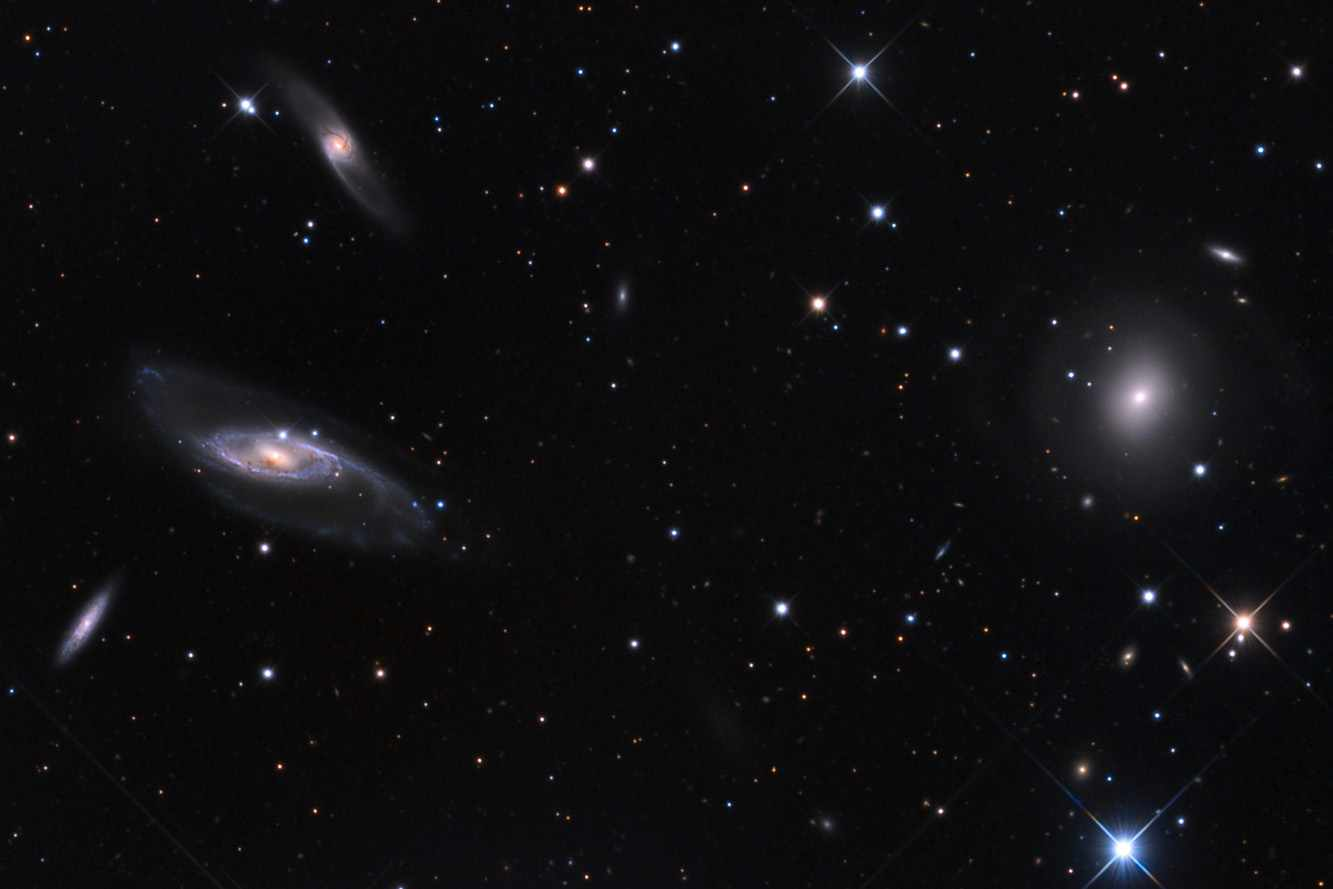
skupina HCG 10, NGC 529 vpravo uprostřed, snímek z 80cm dalekohledu Schulman Telescope